# Old Man's Child
Old Man's Child (v překladu z angličtiny dítě starce) je norská melodic black metalová kapela založená v roce 1993 ve městě Oslo zpěvákem a kytaristou Thomasem Rune Andersenem alias Galderem a kytaristou Jonem Øyvindem Andersenem alias Jardarem.
První demo s názvem In the Shades of Life vyšlo v roce 1994, v roce 1996 spatřilo světlo světa debutní studiové album Born of the Flickering.

## Diskografie

### Dema
- In the Shades of Life (1994)

### Studiová alba
- Born of the Flickering (1996)
- The Pagan Prosperity (1997)
- Ill-Natured Spiritual Invasion (1998)
- Revelation 666 – The Curse of Damnation (2000)
- In Defiance of Existence (2003)
- Vermin (2005)
- Slaves of the World (2009)

### Kompilace
- The Historical Plague (2003)

### Split nahrávky
- Sons of Satan Gather for Attack (1999) – split s kapelou Dimmu Borgir